# Lista de prefeitos de Cajazeiras
Esta é a lista dos prefeitos do município de Cajazeiras, no estado brasileiro da Paraíba. O atual mandatário é o 23º, mas desconsiderando retornos, é a 19ª pessoa a exercer o cargo. A cidade já teve 18 eleições diretas; um vice-prefeito que ascendeu pela renúncia do prefeito eleito; além de 4 prefeitos nomeados e 2 intendentes, somando-se 25 mandatos.
| Nº | Nome                                       | Imagem                | Partido               | Início do mandato       | Fim do mandato                          | Observações                               |
| 1  | Coronel Justino Bezerra                    |                       | PCP                   | 11 de novembro de 1907  | 30 de abril de 1913                     | Intendente                                |
| 2  | Sabino Gonçalves Rolim                     |                       | PRC                   | 1° de abril de 1913     | 4 de março de 1929                      | Intendente                                |
| 3  | Hildebrando Leal                           |                       | PL                    | 5 de março de 1929      | 9 de julho de 1937                      | Prefeito nomeado                          |
| 4  | Celso Matos Rolim                          |                       | UCR                   | 10 de julho de 1937     | 15 de abril de 1940                     | Prefeito nomeado                          |
| 5  | Coronel Juvêncio Carneiro                  |                       | UCR                   | 16 de abril de 1940     | 31 de dezembro de 1945                  | Prefeito nomeado                          |
| 6  | Manuel Cavalcante de Lacerda               |                       | PSD                   | 1° de janeiro de 1946   | 30 de janeiro de 1947                   | Prefeito nomeado                          |
| 7  | Tenente Arsênio Rolim Araruna              |                       | UDN                   | 31 de janeiro de 1947   | 30 de janeiro de 1951                   | Prefeito eleito em sufrágio universal     |
| 8  | Otacílio Jurema                            |                       | PL                    | 31 de janeiro de 1951   | 30 de janeiro de 1955                   | Prefeito eleito em sufrágio universal     |
| 9  | Antonio Cartaxo Rolim                      |                       | UDN                   | 31 de janeiro de 1955   | 30 de janeiro de 1959                   | Prefeito eleito em sufrágio universal     |
| 10 | Otacílio Jurema                            |                       | PSP                   | 31 de janeiro de 1959   | 30 de janeiro de 1963                   | Prefeito eleito em sufrágio universal     |
| 11 | Francisco Matias Rolim                     |                       | UDN                   | 31 de janeiro de 1963   | 30 de janeiro de 1969                   | Prefeito eleito em sufrágio universal     |
| 12 | Epitácio Leite Rolim                       |                       | ARENA                 | 31 de janeiro de 1969   | 30 de janeiro de 1973                   | Prefeito eleito em sufrágio universal     |
| 13 | Antônio Quirino de Moura                   |                       | ARENA                 | 31 de janeiro de 1973   | 31 de janeiro de 1977                   | Prefeito eleito em sufrágio universal     |
| 14 | Francisco Matias Rolim                     |                       | ARENA                 | 1° de fevereiro de 1977 | 31 de janeiro de 1983                   | Prefeito eleito em sufrágio universal     |
| 15 | Epitácio Leite Rolim                       |                       | PDS                   | 1° de fevereiro de 1983 | 31 de dezembro de 1988                  | Prefeito eleito em sufrágio universal     |
| 16 | Antonio Vituriano de Abreu                 |                       | PMDB                  | 1º de janeiro de 1989   | 31 de dezembro de 1992                  | Prefeito eleito em sufrágio universal     |
| 17 | José Nelo Zerinho Rodrigues                |                       | PMDB                  | 1º de janeiro de 1993   | 31 de dezembro de 1996                  | Prefeito eleito em sufrágio universal     |
| 18 | Epitácio Leite Rolim                       |                       | PFL                   | 1º de janeiro de 1997   | 31 de dezembro de 2000                  | Prefeito eleito em sufrágio universal     |
| 19 | Carlos Antônio Araújo de Oliveira          |                       | PDT                   | 1º de janeiro de 2001   | 31 de dezembro de 2004                  | Prefeito eleito em sufrágio universal     |
| 19 | Carlos Antônio Araújo de Oliveira          | PSDB                  | 1º de janeiro de 2005 | 31 de dezembro de 2008  | Prefeito reeleito em sufrágio universal |                                           |
| 20 | Leonid de Sousa Abreu                      |                       | PSB                   | 1º de janeiro de 2009   | 15 de maio de 2011                      | Prefeito eleito renunciou o mandato       |
| 21 | Carlos Rafael Medeiros de Souza            |                       | PTB                   | 16 de maio de 2011      | 31 de dezembro de 2012                  | Vice-prefeito eleito no cargo de prefeito |
| 22 | Francisca Denise Albuquerque de Oliveira   |                       | PSB                   | 1º de janeiro de 2013   | 31 de dezembro de 2016                  | Prefeita eleita em sufrágio universal     |
| 23 | José Aldemir                               |                       | PP                    | 1º de janeiro de 2017   | 31 de dezembro de 2020                  | Prefeito eleito em sufrágio universal     |
| 23 | José Aldemir                               | 1º de janeiro de 2021 | PP                    | 31 de dezembro de 2024  | Prefeito reeleito em sufrágio universal |                                           |
| 24 | Maria do Socorro Delfino Pereira, Corrinha |                       | PP                    | 1° de janeiro de 2025   | Atualidade                              | Prefeita eleita em sufrágio universal     |